# Salih Šabanović
Salih Šabanović (Puračić kod Tuzle, 12. siječnja 1945.), bosanskohercegovački književnik.

## Životopis[1]
Salih Šabanović rođen je 12. 01. 1945. godine u Puračiću. Objavio je zbirke pjesama: “Čoban bez stada” (1968.) “Samostan izgnanika” (1975.) “Za nas je određen dan” (1980.) “Vidi se, majko, Tuzla je blizu” (1995.) “Ljubavni jadi sina Bosne” (1997.) “Vraćam ti se narode moj” (2003.) “Gdje si Sarajevo, grade moje radosti u mladosti” (2005.).
Objavio je poeme “Spasitelj” (2000.) i “Kapija smrti” (2001.). U povodu Jubileja (1961. – 2001.) četrdeset godina književnog stvaralaštva objavio je zbornik poezije pod nazivom “Bosna me zove da pjevam”.
Objavio je i triologiju romana: 1. dio “Lude igre” 2. dio “Od sudnice do ludnice” 3. dio “Priče iz ludnice” Takođe je napisao hroniku “Puračić u prošlosti” prvo izdanje (1991.) i drugo dopunjeno izdanje (2005.).
Umro je u Puračiću, dana 27. 01. 2017. godine u 72. godini života.